# Paul Julius Möbius

Paul Julius Möbius, Anfang 20. Jahrhundert

Paul Julius Möbius oder Moebius (* 24. Januar 1853 in Leipzig; † 8. Januar 1907 ebenda) war ein deutscher Neurologe, Psychiater und Wissenschaftspublizist.

## Leben
Paul Julius Möbius war ein Sohn des Pädagogen Paul Möbius und ein Enkel des Astronomen und Mathematikers August Ferdinand Möbius; der Botaniker Martin Möbius war sein jüngerer Bruder. Nach dem Besuch der Thomasschule in Leipzig studierte er ab 1870 Theologie und Philosophie und ab 1873 auch Medizin in Leipzig, Jena und Marburg. Er promovierte zum Dr. phil. (1873) und zum Dr. med. (1877).
1878 ließ er sich zunächst als Nervenarzt und Elektrotherapeut in Leipzig privat nieder. Parallel war er ab 1882 zunächst als Volontär- und ab 1883 als etatmäßiger Assistent an der Nervenabteilung der Medizinischen Poliklinik der Universität Leipzig unter Wilhelm Erb und Adolf von Strümpell tätig.
1883 habilitierte er sich und erwarb damit die Lehrberechtigung an der Leipziger Universität. Nachdem Möbius mehrfach bei der Ernennung von Professoren und dem Direktorat der Medizinischen Poliklinik übergangen worden war, gab er unter lautstarkem Protest 1893 seine Habilitation zurück und beschränkte sich auf seine Privatpraxis.
Ab 1886 gab er die Schmidtschen Jahrbücher für die gesammte Medicin heraus und stieg damit zu einem der einflussreichsten Kritiker der medizinischen Fachpresse auf.

## Werk
Noch heute bedeutend und von wissenschaftshistorischem Wert sind seine Arbeiten zur Psychogenese psychischer und Nervenkrankheiten, so unter anderem zur Hysterie. Er postulierte darin erstmals für den deutschen Sprachraum psychologische Ursachen einer Krankheit. Deswegen und weil er überzeugend die suggestive Heilwirkung der Elektrotherapie herausstellte, bezeichnete Sigmund Freud Möbius als einen der Väter der Psychotherapie.
Ein weiteres bleibendes Verdienst besteht darin, seinem Freund und zeitweiligen Kollegen an der Leipziger Psychiatrischen- und Nervenklinik, dem Psychiater Emil Kraepelin, wichtige Anregungen zur Differenzierung und Systematisierung psychischer Krankheiten gegeben zu haben. Möbius hatte eine einzig auf den von Kraepelins angenommenen Krankheitsursachen basierende Einteilung der Nervenkrankheiten und psychischen Krankheiten vorgenommen. Seine Unterteilung in endogene und exogene Störungen blieb lange erhalten und wirkte wegweisend für die Psychiatrie und Neurologie des 20. Jahrhunderts. Endogene Störungen, also im Nervensystem selbst begründete, reduzierte er aber auf Auswirkungen der degenerativen Entartung.
Möbius entwickelte zur Linderung von Gallensteinkoliken die sogenannte Lebermassage, wobei es sich um eine spezielle Atemtechnik handelt. Außerdem trägt das Möbius-Syndrom seinen Namen, das er als Erster 1888 beschrieb, und er wies den Weg zur Erkennung der endokrinologischen Ursache des Morbus Basedow. Eine beim Morbus Basedow auftretende Konvergenzschwäche der Augen beschreibt das nach ihm benannte Möbius-Zeichen, das er 1883 beschrieb.
Ausführlich beschrieb er auch die Migraine ophthalmoplégique („Augenmigräne“), ein auch Möbiussche Krankheit bezeichnetes Symptom der Migräne, das dem Kopfschmerz als sogenannte Aura vorangeht und an dem Möbius auch selbst litt.
Einem breiteren Publikum wurde Möbius durch seine Schrift Über den physiologischen Schwachsinn des Weibes (Halle: Marhold 1900) bekannt. Auch nach Einschätzung von Zeitgenossen und Fachkollegen (so etwa Alfred Hoche im Handbuch der gerichtlichen Psychiatrie, Julius Springer Verlag Berlin, dritte Auflage 1934, S. 248) hatte er diesen herausfordernden Titel bewusst gewählt. Möbius erhielt für diese Schrift viel Beifall, provozierte aber auch Gegenschriften wie etwa Die Antifeministen (1902) von Hedwig Dohm. Als weitere Antwort auf Möbius erschien 1902 das Werk Das Weib und der Intellectualismus von Oda Olberg und 1903 die Schrift Feminismus und Wissenschaft von Johanna Elberskirchen. Elberskirchen urteilte: „Tatsache ist, daß die Gelehrten gegenüber dem Weibe in ihrem Urteil zu sehr Mann und zu wenig oder gar nicht wissenschaftlich urteilender Mensch sind. “ „Über den physiologischen Schwachsinn des Weibes“ erlebte zu Lebzeiten des Autors acht Auflagen. In die späteren Auflagen nahm Möbius Briefe mit auf, deren Verfasser sich für oder gegen seine Darstellungen ausgesprochen hatten. Diese Briefe machten am Ende fast die Hälfte des Buches aus.
In Joshua Sobols Theaterstück Weiningers Nacht tritt Moebius als Verfolger des Philosophen Otto Weininger auf, den er des Plagiats bezichtigt.

## Schriften (Auswahl)
- Die Nervosität. Leipzig 1882.

Titelblatt des Erstdruckes

- Bemerkungen über Simulation bei Unfall-Nervenkranken. In: Münchener Medizinische Wochenschrift. Band 37, 1890, S. 887 f.
- als Übersetzer: Valentin Magnan: Psychiatrische Vorlesungen. Leipzig 1891.
- Über den Begriff der Hysterie und andere Vorwürfe vorwiegend psychologischer Art. In: Neurologische Beiträge A. Abel (Arthur Meiner), Leipzig 1894 – Möbius, Paul Julius (1894) in der Wikiversity
- Der umschriebene Gesichtsschwund. Alfred Hölder, Wien, 1895.
- Ueber das Pathologische bei Goethe. J. A. Barth, Leipzig 1898 – Möbius, Paul Julius (1898) in der Wikiversity
- Ueber Schopenhauer. Mit 12 Bildnissen. Barth, Leipzig 1899 – Möbius, Paul Julius (1899) in der Wikiversity
- Über Entartung. Bergmann, Wiesbaden, 1900.
- Ueber die Anlage zur Mathematik. Barth, Leipzig 1900
- Über den physiologischen Schwachsinn des Weibes. Abhandlung. Verlag: Carl Marhold, Halle a. S., 5. veränderte Auflage 1903  Erstdruck 1900, 9. Auflage 1908 (Titelblatt)
- Über Robert Schumanns Krankheit, Halle/Saale 1906

Nachdrucke
- Goethe und die Geschlechter. Nachdruck, Wissenschaftlicher Verlag, Schutterwald/Baden 1999, ISBN 978-3-928640-42-8
- Das Pathologische in Goethe. Nachdruck, Wissenschaftlicher Verlag, Schutterwald/Baden 1999, ISBN 978-3-928640-48-0
- J.J. Rousseaus Jugend. Nachdruck, Wissenschaftlicher Verlag, Schutterwald/Baden 1999, ISBN 978-3-928640-46-6
- Nietzsche. Krankheit und Philosophie. Nachdruck, Wissenschaftlicher Verlag, Schutterwald/Baden 2000, ISBN 978-3-928640-67-1